# Radio GaGa (Târgu Mureș)
Radio GaGa (în maghiară Rádió GaGa) este un post de radio bilingv din județul Mureș cu sediul principal în municipiul Târgu Mureș care emite 12-12 ore în limbile română și maghiară. A fost lansat în 1999, iar el a fost atunci singurul post comercial care a emis în limba maghiară în oraș. Este deținut de către compania "Alamo Impex 97 SRL". 

## Istoric
Postul de radio comercial a început să emite din Târgu Mureș pe frecvența 88 MHz în data de 15 octombrie 1999. Investiția a fost făcută de o firmă din Mișcolț, care în 2003 a vândut postul de radio pentru o firmă locală deținută de: György Frunda, Szilárd Hompot, Sándor Korodi și István Nagy. Proiectul transmisiei bilingve în română și maghiară a fost inițiată pentru îmbunătățirea relațiilor dintre cele două etnii afectate de întâmplările conflictul interetnic de la Târgu Mureș din 1990.
Ca urmare a investițiilor făcute, au fost deschise studiouri locale și, din 2006, se poate asculta în Sovata pe 102 MHz, din 2008 în Reghin pe 94,7 MHz și din 2009 în Sighișoara pe 104,3 MHz.
În 2021, proprietarii fondatori au vândut societatea comercială către Asociația pentru Spațiul Media Transilvan.

## Acoperire
Inițial Radio GaGa s-a putut fi ascultat pe diferite frecvențe în tot județul Mureș, parțial în județele Harghita și Bistrița-Năsăud. Odată cu reorganizarea și fuziunea posturilor de radio "Príma", Friss FM și Mix FM, aflate în proprietatea Asociației pentru Spațiul Media Transilvan, aria de acoperire s-a mărit cu județele Harghita și Covasna. Astfel, în prezent, se poate asculta emisiunile postului radio pe 11 frecvențe din județele Mureș, Harghita și Covasna, parțial în județele limitrofe. Totodată, postul radio se găsește în pachetele de programe Digi și Vodafone (fostul UPC). Începând din 19 decembrie 2022, postul de radio "GaGa" va fi ascultat și în Miercurea Ciuc pe frecvența 93,9 FM. 

## Audiență
Date publice referitoare la audiența postului Radio GaGa sunt limitate. Într-un sondaj realizat în 2011 în rândul ascultătorilor maghiari din România, programele radioului a fost asculat de 9,9% din respondenți.

## Frecvențe
- 88 FM – Târgu Mureș
- 94,7 FM – Reghin
- 104,3 FM – Sighișoara
- 102 FM – Sovata
- 87,9 FM – Odorheiu Secuiesc
- 88,7 FM – Sfântu Gheorghe
- 107,2 FM – Covasna
- 90,5 FM – Baraolt
- 88 FM – Târgu Secuiesc
- 91,2 FM – Gheorgheni
- 103,9 FM – Izvoru Mureșului
- 93,9 FM – Miercurea Ciuc